# Gali nitride
Gali nitride là một hợp chất hóa học vô cơ, đồng thời cũng là một chất bán dẫn năng lượng. Hợp chất này có thành phần chính gồm hai nguyên tố gali và nitơ, với công thức hóa học được quy định là GaN. GaN là một hợp chất có nhiều ứng dụng, mà thường sử dụng trong các điốt phát sáng kể từ những năm 1990. Hợp chất này là một vật liệu rất cứng có cấu trúc tinh thể Wurtzite. Mức năng lượng chên lệch khoảng 3,4 eV mang lại đặc tính đặc biệt cho các ứng dụng trong các thiết bị điện cao tần và tần số cao, quang điện tử. Ví dụ, GaN là chất nền làm cho điốt laser màu tím (405 nm) có thể, mà không cần sử dụng tăng tần số phi tuyến lên gấp đôi.

## An toàn
Bụi của hợp chất Gali nitride gây kích ứng da, mắt và phổi. Các khía cạnh về môi trường, sức khoẻ và an toàn của các nguồn gali nitride (như trimetylgali và amonia) và nghiên cứu giám sát vệ sinh công nghiệp của các nguồn MOVPE đã được báo cáo gần đây trong một bài đánh giá.
Sử dụng số lượng lớn GaN không gây độc và tương thích sinh học, và do đó có thể được sử dụng trong điện cực và điện tử của cấy ghép trong sinh vật sống.